# Rue Jussieu (Marseille)
Pour les articles homonymes, voir Rue Jussieu.
La rue Jussieu est une voie de Marseille. 

## Situation et accès
Cette rue est située dans le 4e arrondissement de Marseille

## Origine du nom
Le nom de cette rue a été donné en l’honneur de trois frères botanistes de renom : Antoine de Jussieu, Bernard de Jussieu et Joseph de Jussieu.

## Historique
À son emplacement coulait un ruisseau alimenté par une dérivation du Jarret. Le lit de cette dérivation a été comblé. 